# Olasz zeneszerzők listája
Ez a lista az itáliai és olaszországi zeneszerzők betűrendes névsora:
| Ábécé szerinti tartalomjegyzék                      |
| --------------------------------------------------- |
| A B C D E F G H I J K L M N O P Q R S T U V W X Y Z |

## A
- Evaristo Felice Dall'Abaco (Verona, 1675–München, 1742)
- Agostino Accorimboni (Róma, 1739–Róma, 1818)
- Agostino Agazzari (Siena, 1578–Siena, 1640)
- Giuseppe Alberti (Bologna, 1685–1751)
- Ignazio Albertini (Milánó ?, ~1644–Bécs, 1685)
- Tomaso Albinoni (Velence, 1671– Velence, 1751)
- Felice Alessandri (Róma?, 1747– Casinalbo di Formigine, 1798)
- Alessandro Alessandroni (1925–2017)
- Franco Alfano (Nápoly, 1876–Sanremo, 1954)
- Pietro Alfieri (Róma, 1801–Róma, 1863)
- Bernardo Maria Aliprandi (München, 1747–München, 1801)
- Gregorio Allegri (Róma, 1582–Róma, 1652)
- Claudio Ambrosini (Velence, 1948–)
- Gaetano Andreozzi (Aversa, 1755–Párizs, 1826)
- Felice Anerio (1560–Róma, 1614)
- Giovanni Francesco Anerio (Róma, 1567 – Graz, 1630)
- Pasquale Anfossi (Taggia, 1727 – Róma, 1797)
- Giovanni Andrea Angelini Bontempi (Perugia, 1624 – Brufa, 1705)
- Giovanni Animuccia (Firenze, 1520 – Róma, 1571)
- Giovanni Antiga (Miane, 1878 – Nizza, 1960)
- Francesco Araja (Nápoly, 1709 – Bologna, 1770)
- Giuseppe Arena (Málta, 1713 – Nápoly, 1784)
- Jacopo Antonio Arighi (Viadana, 1704 – Cremona, 1797)
- Arezzói Guidó (~991/992 – ~1033/1050)
- Attilio Ariosti (Bologna, 1666 – London, 1729)
- Giovanni Artusi (Bologna, 1540 – 1613)
- Matteo Asola (Verona, 1532 – Velence, 1609)
- Gennaro Astarita (Nápoly, 1749 – 1803)
- Emanuele d'Astorga (Augusta, 1680 – Madrid, 1757)
- Domenico Auletta (Nápoly, 1723 – Nápoly, 1753)
- Pietro Auletta (Sant’Angelo a Scala, 1698 – Nápoly, 1771)
- Giuseppe Avossa (Paola, 1708 – Nápoly, 1796)
- Filippo Azzaiolo (XVI. század)

## B
- Carlo Agostino Badia (Velence, 1672 – Bécs, 1738)
- Antonio Bagioli (1783–1855) (Cesena, 1783 – 1855)
- Antonio Bagioli (1795–1871) (Bologna, 1795 – New York, 1871)
- Giuseppe Baini (Róma, 1775 – Róma, 1844)
- Lorenzo Baini (Róma, 1740 – Rieti, 1814)
- Julije Bajamonti (Spalato, 1744 – Spalato, 1800)
- Giuseppe Cesare Balbo (Floridia, 1884 – New York, 1976)
- Adriano Banchieri (Bologna, 1568 – 1634)
- Emanuele Barbella (Nápoly, 1718 – Nápoly, 1777)
- Bruno Barilli (Fano, 1880 – Róma, 1952)
- Francesco Barsanti (Lucca, 1690 – London, 1772)
- Domenico Bartolucci (Borgo San Lorenzo, 1917 – 2013)
- Andrea Basili (Città della Pieve, 1705 – Loreto, 1777)
- Giovanni Bassano (Velence ?, ~1558 – Velence, 1617)
- Giorgio Battistelli (Albano Laziale, 1953)
- Antonio Bazzini (Brescia, 1818 – Milánó, 1897)
- Alfonso Belfiore (Noto, 1954)
- Vincenzo Bellini (Catania, 1801 – Puteaux, 1835)
- Cesare Bendinelli (Verona, 1542 – Monaco, 1617)
- Luciano Berio (Imperia, 1925 – Róma, 2003)
- Antonio Bertali (Verona, 1605 – Bécs, 1669)
- Ferdinando Bertoni (Salò, 1725 – Desenzano del Garda, 1813)
- Daniele Bertotto (Torino, 1947 – Avigliana, 2007)
- Bruno Bettinelli (Milánó, 1913 – Milánó, 2004)
- Girolamo Alessandro Biaggi (Calcio, 1819 – Firenze, 1897)
- Francesco Bianchi (Cremona, 1752 – Hammersmith, 1810)
- Maurizio Bianchi (Pomponesco, 1955)
- Antonio Bioni (Velence, 1698 – Bécs, 1739)
- Sonia Bo (Lecco, 1960)
- Luigi Boccherini (Lucca, 1743 – Madrid, 1805)
- Pasquale Bona (Cerignola, 1808 – Milánó, 1878)
- Giovanni Bonato (Schio, 1961)
- Giuseppe Boniventi ([0Velence, 1670 – 1727)
- Giovanni Bononcini (Modena, 1670 – Bécs, 1747)
- Francesco Antonio Bonporti (Trento, 1672 – Padova, 1749)
- Giovanni Battista Borghi (Camerino, 1738 – Loreto, 1796)
- Antonio Boroni (Róma, 1738 – Róma, 1792)
- Marco Enrico Bossi (Salò, 1861 – Atlanti-óceán, 1925)
- Giovanni Bottesini (Crema, 1821 – Parma, 1889)
- Giovanni Battista Bovicelli (Assisi, 1550 – ~1594)
- Giuseppe Antonio Brescianello (Bologna, ~1690 – Stuttgart, 1758)
- Antonio Brunetti (1767 – 1845)
- Gaetano Brunetti (Fano, 1744 – Colmenar de Oreja, 1798)
- Valentino Bucchi (Firenze, 1916 – Róma, 1976)
- Stefano Burbi (Firenze, 1957)
- Sylvano Bussotti (Firenze, 1931)

## C
- Luigi Caccavajo (Nápoly, 1825 – 1910)
- Roberto Cacciapaglia (Milánó)
- Francesca Caccini (Firenze, 1587 – 1640)
- Giulio Caccini (Tivoli, 1551 – Firenze, 1618)
- Stefano Calabrese (Ancona, 1969)
- Antonio Caldara (Velence, 1670 – Bécs, 1736)
- Gaetano Emanuel Calì (Catania, 1885 – Siracusa, 1936)
- Giuseppe Cambini (Livorno, 1746 – Párizs, 1825)
- Fabio Campana (Livorno, 1819 – London, 1882)
- Vincenzo Capirola (Brescia, 1474 – Brescia, ~1548)
- Marchetto Cara (~1470 – Mantova, ~1525)
- Giovanni Stefano Carbonelli (Róma, 1699/1700 – London, 1773)
- Giacomo Carissimi (Marino, 1605 – Róma, 1674)
- Pietro Francesco Carubelli (Cremona, 1556 – 1611)
- Ferdinando Carulli (Nápoly, 1770 – Párizs, 1841)
- Emanuele Casale (Catania, 1974)
- Claudio Casciolini (Róma, 1697 – Róma, 1760)
- Alfredo Casella (Torino, 1883 – Róma, 1947)
- Piero Cassano (Genova, 1948)
- Dario Castello (1590–1640)
- Mario Castelnuovo-Tedesco (Firenze, 1895 – Beverly Hills, 1968)
- Niccolò Castiglioni (Milánó, 1932 – Milánó, 1996)
- Pietro Castrucci (Róma, 1679 – Dublin, 1751)
- Alfredo Catalani (Lucca, 1854 – Milánó, 1893)
- Francesco Cavalli (Crema, 1602 – Velence, 1676)
- Maurizio Cazzati (Luzzara, 1616 – Mantova, 1678)
- Carlo Cecere (Grottole, 1706 – Nápoly, 1761)
- Luciano Chailly (Ferrara, 1920 – Milánó, 2002)
- Luigi Cherubini (Firenze, 1760 – Párizs, 1842)
- Pietro Chiarini (Brescia, 1717 – Cremona, 1765)
- Vincenzo Legrenzio Ciampi (Piacenza, 1719 – Velence, 1762)
- Cesare Ciardi (Firenze, 1818 – Sztrelna, 1877)
- Alessandro Cicognini (Pescara, 1906 – Róma, 1995)
- Francesco Cilea (Palmi, 1866 – Varazze, 1950)
- Domenico Cimarosa (Aversa, 1749 – Velence, 1801)
- Domenico Cimoso (Velence, 1780 – 1850)
- Ruggero Cini (Scandicci, 1933 – Róma, 1981)
- Giovanni Battista Cirri (Forlì, 1724 – Forlì, 1808)
- Aldo Clementi (Catania, 1925)
- Muzio Clementi (Róma, 1752 – Evesham, 1832)
- Antonio Coggio (Savona, 1939)
- Luigi Colacicchi (Anagni, 1900 – Róma, 1975)
- Giuseppe Colla (Parma, 1731 – Parma, 1806)
- Giorgio Colombo Taccani (Milánó, 1961)
- Giuseppe Concone (Torino, 1801 – Torino, 1861)
- Pietro Antonio Coppola (Castrogiovanni, 1793 – Catania, 1877)
- Marco Corbelli (Sassuolo, 1970 – Castellarano, 2007)
- Francesco Corbetta (Pavia, ~1615 – Párizs, 1681)
- Antonio Corbisiero (Marzano di Nola, 1720 – Nápoly, 1798)
- Arcangelo Corelli (Fusignano, 1653 – Róma, 1713)
- Luigi Cortese (Genova, 1899 – Genova, 1976)
- Chiara Margarita Cozzolani (Milánó, 1602 – Milánó, 1676/1678)
- Giovanni Croce (Chioggia, 1557 – Velence, 1609)
- Alessandro Cuozzo (Nápoly, 1975)

## D
- Daniel Dal Barba (Verona, 1715 – Verona, 1801)
- Luigi Dallapiccola (Pisino, 1904 – Firenze, 1975)
- Joan Ambrosio Dalza (Milánó, 14xx – 1508)
- Rodolfo De Angelis (Nápoly, 1893 – Milánó, 1965)
- Victoria De Angelis (Róma, 2000https://en.wikipedia.org/wiki/Victoria De Angelis
- Melchiorre De Filippis Delfico (Teramo, 1825 – Portici, 1895)
- Francesco de Masi (Róma, 1930 – Róma, 2005)
- Camillo De Nardis (Orsogna, 1857 – Nápoly, 1951)
- Giuseppe Demachi (Alessandria, 1732 – London, 1791)
- Luigi Denza (Castellammare di Stabia, 1846 – London, 1922)
- Ettore Desderi (Asti, 1892 – Firenze, 1974)
- Eduardo Di Capua (Nápoly, 1865 – Milánó, 1917)
- Antonio Di Jorio (Atessa, 1890 – Rimini, 1981)
- Orlando Dipiazza (Aiello del Friuli, 1929)
- Baldassare Donato (1525–1530 – Velence, 1603)
- Franco Donatoni (Verona, 1927 – Milánó, 2000)
- Gaetano Donizetti (Bergamo, 1797 – Bergamo, 1848)
- Massimo Dorati (Milánó, 1953)
- Riccardo Drigo (Padova, 1846 – Padova, 1930)
- Egidio Romualdo Duni (Matera, 1709 – Párizs, 1775)
- Francesco Durante (Frattamaggiore, 1684 – Nápoly, 1755)
- Pierre Dutillieu (Lione, 1754 – Bécs, 1798)

## E
- Ludovico Einaudi (Torino, 1955)
- Franco Evangelisti (compositore) (Róma, 1926 – Róma, 1980)

## F
- Nicola Fago (Taranto, 1677 – Nápoly, 1745)
- Lorenzo Fago (Nápoly, 1704 – Nápoly, 1793)
- Andrea Falconieri (Nápoly, 1585/1586 – Nápoly, 1656)
- Carlo Farina (Mantova, ~1600 – Bécs, 1639)
- Giuseppe Farinelli (Este, 1769 – Trieszt, 1836)
- Fedele Fenaroli (Lanciano, 1730 – Nápoly, 1818)
- Francesco Feo (Nápoly, 1691 – Nápoly, 1761)
- id. Alfonso Ferrabosco (Bologna, 1543 – 1588)
- Antonio Ferradini (Nápoly, 1718 – Prága, 1779)
- Giovanni Battista Ferrandini (Velence, 1710 – Monaco di Baviera, 1791)
- Costanzo Festa (Piemont, 1490 – Róma, 1545)
- Aldo Finzi (compositore) (Milánó, 1897 – 1945)
- Valentino Fioravanti (Róma, 1764 – Capua, 1837)
- Nicola Fiorenza (Nápoly, 1700 után – Nápoly, 1764)
- Giovanni Battista Fontana (Brescia, ~1589 – Padova, ~1630)
- Fabrizio Fornaci (Róma 1959)
- Gian Francesco Fortunati (Parma, 1746 – Parma, 1821)
- Petronio Franceschini (Bologna, 1651 – Velence, 1680)
- Alberto Franchetti (Torino, 1860 – Viareggio, 1942)
- Carlo Franchi (Nápoly, 1743 – ?, 1779)
- Don Cesare Franco (Acquaviva delle Fonti, 1885 – Acquaviva delle Fonti, 1944)
- Domenico Freschi (Bassano del Grappa, 1634 – Vicenza, 1710)
- Girolamo Frescobaldi (Ferrara, 1583 – Róma, 1643)
- Francesco Paolo Frontini (Catania, 1860 – Catania, 1939)
- Martino Frontini (Catania, 1827 – Catania, 1909)

## G
- Andrea Gabrieli (Velence, 1510 – Velence, 1586)
- Giovanni Gabrieli (Velence, 1554/1557 – Velence, 1612)
- Domenico Gabrielli (Bologna, 1651/1659 – Bologna, 1690)
- Tommaso Bernardo Gaffi (Róma, 1667 – Róma, 1744)
- Michelagnolo Galilei (Firenze, 1575 – München, 1631)
- Vincenzo Galilei (Santa Maria a Monte, 1520 – Firenze, 1591)
- Domenico Gallo (Velence, 1730 – 1768)
- Baldassare Galuppi (Burano, 1706 – Velence, 1785)
- Giorgio Gaslini (Milánó, 1929)
- Daniele Gasparini (Senigallia, 1975)
- Francesco Gasparini (Camaiore, 1661 – Róma, 1727)
- Michelangelo Gasparini (Lucca, 1670 – Velence, 1732)
- Quirino Gasparini (Gandino, 1721 – Torino, 1778)
- Giovanni Giacomo Gastoldi (~1554 – 1609)
- Luigi Gatti (Mantova, 1740 – Salisburgo, 1817)
- Giuseppe Gazzaniga (Verona, 1743 – Crema, 1818)
- Francesco Geminiani (Lucca, 1687 – Dublin, 1762)
- Pietro Generali (compositore) (Masserano, 1773 – Novara, 1832)
- Giorgio Gentili (Velence, 1669 – 1737)
- Ignazio Gerusalemme (Lecce, 1707 – Mexikóváros, 1769)
- Carlo Gesualdo (Venosa, 1566 – Gesualdo, 1613)
- Giorgio Federico Ghedini (Cuneo, 1892 – Nervi, 1965)
- Filippo Maria Gherardeschi (Pistoia, 1738 – Pisa, 1808)
- Giuseppe Gherardeschi (1759 – 1815)
- Geminiano Giacomelli (Piacenza, 1692 – Loreto, 1740)
- Felice Giardini (Torino, 1716 – Moszkva, 1796)
- Remo Giazotto (Róma, 1910 – Pisa, 1998)
- Giuseppe Giordani (Nápoly, 1751 – Fermo, 1798)
- Tommaso Giordani (Nápoly, ~1730 – Dublin, 1806)
- Umberto Giordano (Foggia, 1867 – Milánó, 1948)
- Mauro Giuliani (Bisceglie, 1781 – Nápoly, 1829)
- Lodovico Giustini (Pistoia, 1685 – Pistoia, 1743)
- Pietro Gnocchi (Alfianello, 1689 – Brescia, 1775)
- Giuseppe Gonelli (Cremona, 1685 – Cremona, 1745)
- Alessandro Grandi (Velence, 1590 – Bergamo, 1630)
- Augusto Grasso (Genova, 1923)
- Gaetano Greco (Nápoly, 1657 – Nápoly, 1728)
- Giovanni Lorenzo Gregori (Lucca, 1663 – Lucca, 1740)
- Emilio Grimaldi (1921 – 2006)
- Carlo Grossi (Vicenza?, ~1634 – Velence, 1688)
- Domenico Guaccero (Palo del Colle, 1927 – Róma, 1984)
- Andrea Guerra (Rimini, 1961)
- Pietro Alessandro Guglielmi (Massa, 1728 – Róma, 1804)

## I
- Antonio Illersberg (Trieszt, 1882 – Trieszt, 1953)
- Bruno Illiano ()
- Marc'Antonio Ingegneri (Verona, 1535 – Cremona, 1592)
- Giacomo Insanguine (Monopoli, 1728 – Nápoly, 1795)

## J
- Giuseppe Maria Jacchini (Bologna, 1667 – 1727)
- Giuseppe Jannacconi (Róma, 1740 – Róma, 1816)
- Niccolò Jommelli (Aversa, 1714 – Nápoly, 1774)

## K
- Giovanni Girolamo Kapsperger (Velence (Olaszország), ~1580 – Róma, 1651)
- Alessandro Kirschner (Padova, 1972)

## L
- Giovanni Battista Lampugnani (Milánó, 1708 – Milánó, 1788)
- Stefano Landi (Róma, 1587 – Róma, 1639)
- Francesco Landini (1325/1335 – Firenze, 1397)
- Salvatore Lanzetti (Nápoly, ~1710 – Torino, ~1780)
- Gaetano Latilla (Bari, 1711 – Nápoly, 1788)
- Felice Lattuada (Morimondo, 1882 – Milánó, 1962)
- Massimo Lauricella (Genova, 1961)
- Angelo Francesco Lavagnino (Genova, 1909 – Gavi, 1987)
- Giovanni Legrenzi (Clusone, 1626 – Velence, 1690)
- Leonardo Leo (San Vito dei Normanni, 1694 – Nápoly, 1744)
- Isabella Leonarda (Novara, 1620 – 1704)
- Ruggero Leoncavallo (Nápoly, 1857 – Montecatini Terme, 1919)
- Lino Liviabella (Macerata, 1902 – Bologna, 1964)
- Pietro Antonio Locatelli (Bergamo, 1695 – Amszterdam, 1764)
- Nicola Bonifacio Logroscino (Bitonto, 1698 – Nápoly, ~1764/1765)
- Carlo Ambrogio Lonati (Milánó, ~1645 – ~1710/1715)
- Alessandro Longo (Amantea, 1864 – Nápoly, 1945)
- Antonio Lotti (Velence, 1667 – 1740)
- Adriano Lualdi (Larino, 1885 – Milánó, 1971)
- Andrea Luca Luchesi (Motta di Livenza, 1741 – Bonn, 1801)
- Marco Ivan Lukacic (Sebenico, 1587 – Spalato, 1648)
- Jean-Baptiste Lully (Firenze, 1632 – Párizs, 1687)
- Luzzasco Luzzaschi (Ferrara, 1545 – 1607)

## M
- Egisto Macchi (Grosseto, 1928 – Montpellier, 1992)
- Bruno Maderna (Velence, 1920 – Darmstadt, 1973)
- Enrico Mainardi (Milánó, 1897 – München, 1976)
- Gian Francesco de Majo (Nápoly, 1732 – Nápoly, 1770)
- Giuseppe de Majo (Nápoly, 1697 – Nápoly, 1771)
- Gian Francesco Malipiero (Velence, 1882 – Treviso, 1973)
- Riccardo Malipiero (Milánó, 1914 – Milánó, 2003)
- Francesco Mancini (Nápoly, 1672 – Nápoly, 1737)
- Francesco Onofrio Manfredini (Pistoia, 1684 – Pistoia, 1762)
- Nicola Antonio Manfroce (Palmi, 1791 – Nápoly, 1813)
- Cristoforo Manna (Nápoly, 1704 – Nápoly)
- Gaetano Manna (Nápoly, 1751 – Nápoly, 1804)
- Gennaro Manna (Nápoly, 1715 – Nápoly, 1779)
- Franco Mannino (Palermo, 1924 – Róma, 2005)
- Giacomo Manzoni (Milánó, 1932)
- Alessandro Marcello (Velence, 1669 – Padova, 1747)
- Benedetto Marcello (Velence, 1686 – Brescia, 1739)
- Filippo Marchetti (Bolognola, 1831 – Róma, 1902)
- Romualdo Marenco (Novi Ligure, 1841 – Milánó, 1907)
- Luca Marenzio (Coccaglio, ~1553 – Róma, 1599)
- Franco Margola (Orzinuovi, 1908 – Nave, 1992)
- Corrado Margutti (Torino, 1974)
- Marco Marinangeli (Róma)
- Biagio Marini (Brescia, 1594 – Velence, 1663)
- Carlo Antonio Marino (Albino, 1671 – ?)
- Antonio Martinelli (~1702 – 1782)
- Giovanni Battista Martini (Bologna, 1706 – Bologna, 1784)
- Giuseppe Martucci (Capua, 1856 – Nápoly, 1909)
- Pietro Mascagni (Livorno, 1863 – Róma, 1945)
- Michele Mascitti (Villa Santa Maria, 1664 – Párizs, 1760)
- Tiburtio Massaino (Cremona, ~1550 – Piacenza ?, ~1608)
- Nicola Matteis (Nápoly, ~1640/1650 – ~1690/1695)
- Claudio Mattone (Santa Maria a Vico, 1943)
- Antonio Maria Mazzoni (Bologna, 1717 – Bologna, 1785)
- Domenico Maria Melli (? – 1609)
- Giovanni Meneghetti (Vicenza, ~1730 – Vicenza, 1794)
- Gian Carlo Menotti (Cadegliano-Viconago, 1911 – Monte-Carlo, 2007)
- Saverio Mercadante (Altamura, 1795 – Nápoly, 1870)
- Pavle Merkù (Trieszt, 1927)
- Tarquinio Merula (Busseto, 1595 – Cremona, 1665)
- Claudio Merulo (Correggio, 1533 – Parma, 1604)
- Guido Messore (Cassino, 1934)
- Franco Micalizzi (Róma, 1939)
- Claudio Monteverdi (Cremona, 1567 – Velence, 1643)
- Giovanni Morandi (Pergola, 1777 – Senigallia, 1856)
- Francesco Morlacchi (Perugia, 1784 – Innsbruck, 1841)
- Andrea Morricone (Róma, 1964)
- Ennio Morricone (Róma, 1928– Róma, 2020)
- Giovanni Battista Mosto (Udine, ~1550 – Gyulafehérvár, 1596)

## N
- Pietro Nardini (Livorno, 1722 – Firenze, 1793)
- Gino Negri (Perledo, 1919 – Montevecchia, 1991)
- Bruno Nicolai (Róma, 1926 – Róma, 1991)
- Giuseppe Nicolini (Piacenza, 1762 – Piacenza, 1842)
- Alessandro Nini (Fano, 1805 – Bergamo, 1880)
- Piero Niro (Baranello, 1957)
- Giovanni Domenico da Nola (Nola, ~1510/1520 – Nápoly, 1592)
- Michele Novaro (Genova, 1818 – Genova, 1885)

## O
- Domenico Dall'Oglio (Padova, ~1700 – Narva, 1764)
- Ferdinando Orlandi (Parma, 1774 – Parma, 1848)
- Giuseppe Maria Orlandini (Firenze, 1676 – Firenze, 1760)
- Riz Ortolani (Pesaro, 1926 – Róma, 2014)
- Bernardo Ottani (Bologna, 1736 – Torino, 1827)

## P
- Pistocchino (Palermo, 1659 – Bologna, 1726)
- Giovanni Pacini (Catania, 1796 – Pescia, 1867)
- Annibale Padovano (Padova, 1527 – Graz, 1575)
- Ferdinando Paër (Parma, 1771 – Párizs, 1839)
- Giuseppe Antonio Paganelli (Padova, 1710 – Madrid?, ~1764)
- Niccolò Paganini (Genova, 1782 – Nizza, 1840)
- Giovanni Paisiello (Taranto, 1740 – Nápoly, 1816)
- Antonio Palella (San Giovanni a Teduccio, 1692 – Nápoly, 1761)
- Giovanni Pierluigi da Palestrina (Palestrina, 1525 – Róma, 1594)
- Giovanni Antonio Pandolfi Mealli (Montepulciano, ~1630 – Madrid, ~1669/1670)
- Pietro Domenico Paradisi (Nápoly, 1707 – Velence, 1791)
- Alessandro Parisotti (Róma, 1853 – Róma, 1913)
- Bernardo Pasquini (Massa e Cozzile, 1637 – Róma, 1710)
- Francesco Pennisi (Acireale, 1934 – Róma, 2000)
- Giovanni Battista Pergolesi (Jesi, 1710 – Pozzuoli, 1736)
- Jacopo Peri (1561 – 1633)
- Lorenzo Perosi (Tortona, 1872 – Róma, 1956)
- Giuseppe Perrotta (Catania, 1843 – Catania, 1910)
- Giuseppe Persiani (Recanati, 1799 – Párizs, 1869)
- Giacomo Antonio Perti (Bologna, 1661 – Bologna, 1756)
- Goffredo Petrassi (Zagarolo, 1904 – Róma, 2003)
- Errico Petrella (Palermo, 1813 – Genova, 1877)
- Riccardo Piacentini (Moncalieri, 1958)
- Alessandro Piccinini (Bologna, 1566 – 1638)
- Niccolò Piccinni (Bari, 1728 – Passy, 1800)
- Lamberto Pietropoli (Adria, 1936 – Belluno, 1994)
- Ciro Pinsuti (Sinalunga, 1828 – Firenze, 1888)
- Giuseppe Ottavio Pitoni (Rieti, 1657 – Róma, 1743)
- Ildebrando Pizzetti (Parma, 1880 – Róma, 1968)
- Pietro Platania (Catania, 1828 – Nápoly, 1907)
- Enzo Luigi Poletto (Padova, 1906 – Padova, 1983)
- Amilcare Ponchielli (Paderno Fasolaro, 1834 – Milánó, 1886)
- Nicola Porpora (Nápoly, 1686 – Nápoly, 1766)
- Giovanni Porta (Velence, 1675 – Monaco di Baviera, 1755)
- Giacomo Puccini (Lucca, 1858 – Brüsszel, 1924)

## Q
- Paolo Quagliati (Chioggia, 1555 – Róma, 1628)

## R
- Pietro Raimondi (Róma, 1786 – Róma, 1853)
- Matteo Rauzzini (Camerino, 1754 – Dublino, 1791)
- Paolo Renosto (Firenze, 1935 – Reggio Calabria, 1988)
- Elsa Respighi (1894 – Róma, 1996)
- Ottorino Respighi (Bologna, 1879 – Róma, 1936)
- Gian Piero Reverberi (Genova, 1939)
- Luigi Ricci (Nápoly, 1805 – Prága, 1859)
- Primo Riccitelli (Cognoli di Campli, 1875 – Giulianova, 1941)
- Vincenzo Righini (Bologna, 1756 – Bologna, 1812)
- Walter Rinaldi (Castrovillari, 1962)
- Giovanni Alberto Ristori (Bologna, 1692 – Drezda, 1753)
- Fausto Romitelli (Gorizia, 1963 – Milánó, 2004)
- Carlo Alberto Rossi (Rimini, 1921)
- Lauro Rossi (Macerata, 1812 – Cremona, 1885)
- Luigi Rossi (Torremaggiore – Róma, † 1653)
- Gioachino Rossini (Pesaro, 1792 – Párizs, 1868)
- Nino Rota (Milánó, 1911 – Róma, 1979)
- Vincenzo Ruffo (compositore) (Verona, 1510 – Sacile, 1587)
- Luigi Russolo (Portogruaro, 1885 – Cerro di Laveno, 1947)
- Giacomo Rust (Róma, 1741 – Barcellona, 1786)

## S
- Antonio Sacchini (Firenze, 1730 – Párizs, 1786)
- Nicola Sala (Tocco Caudio, 1713 – Nápoly, 1801)
- Francesco Salari (Bergamo, 1751 – Bergamo, 1828)
- Antonio Salieri (Legnago, 1750 – Bécs, 1825)
- Giovanni Battista Sammartini (Milánó, 1700 – Milánó, 1775)
- Aniello Santangelo (~1737–~1771)
- Giuseppe Sarti (Faenza, 1729 – Berlin, 1802)
- Nicola Scardicchio (Bari, 1954)
- Alessandro Scarlatti (Palermo, 1660 – Nápoly, 1725)
- Domenico Scarlatti (Nápoly, 1685 – Madrid, 1757)
- Pietro Filippo Scarlatti (Róma, 1679 – Nápoly, 1750)
- Saverio Seracini (Prato, 1905 – Torino, 1969)
- Giovanni Battista Serini (Cremona, ~1710 – ?)
- Leone Sinigaglia (Torino, 1868 – Torino, 1944)
- Camillo Sivori (Genova, 1815 – Genova, 1894)
- Antonio Smareglia (Póla, 1854 – Grado, 1929)
- Alessandro Speranza (Palma Campania, 1728 – Nápoly, 1797)
- Gaspare Spontini (Maiolati, 1774 – Maiolati, 1851)
- Agostino Steffani (Castelfranco Veneto, 1655 – Frankfurt am Main, 1728)
- Alessandro Stradella (Nepi, 1639 – Genova, 1682)
- Id. Alessandro Striggio (Mantova, 1540 – Mantova, 1592)
- Ivan Suardi (Seriate, 1959)

## T
- Mauro Tabasso (n. 1965)
- Giuseppe Tartini (Piran, 1692 – Padova, 1770)
- Pietro Terziani (Róma, 1765 – Róma, 1831)
- Riccardo Tesi (Pistoia, 1956)
- Carlo Tessarini (1690 – 1766)
- Carlo Giovanni Testori (Vercelli, 1714 – Vercelli, 1782)
- Pier Adolfo Tirindelli (Conegliano Veneto, 1858 – Róma, 1937)
- Camillo Togni (Gussago, 1922 – Brescia, 1993)
- Giuseppe Torelli Verona, 1658 – Bologna, 1709)
- Stefano Torossi (Róma)
- Francesco Paolo Tosti (Ortona, 1846 – Róma, 1916)
- Tommaso Traetta (Bitonto, 1727 – Velence, 1779)
- Giuseppe Tricarico (Gallipoli, 1623 – Gallipoli, 1697)
- Giacomo Tritto (Altamura, 1733 – Nápoly, 1824)

## U
- Marco Uccellini (Forlimpopoli, 1603 – 1680)
- Piero Umiliani (Firenze, 1926 – Róma, 2001)

## V
- Nicola Vaccai (Tolentino, 1790 – Pesaro, 1848)
- Fabio Vacchi (Bologna, 1949 –)
- Vincenzo Valente (Corigliano Calabro, 1855 – Nápoly, 1921)
- Cesare Valentini (Palermo, 1967)
- Giuseppe Valentini (1681–1753)
- Gaetano Valeri (Padova, 1760–Padova, 1822)
- Celso Valli (Bologna, 1950)
- Ivan Vandor (Pécs, 1932)
- Alfonso Varano (1705–Ferrara, 1788)
- Giovanni Veneziano (Nápoly, 1683–Nápoly, 1742)
- Mattia Vento (Nápoly, 1735–London, 1776)
- Antonio Veracini (Firenze, 1659–Firenze, 1733)
- Francesco Maria Veracini (Firenze, 1690–Firenze, 1768)
- Giuseppe Verdi (Roncole Verdi, 1813–Milánó, 1901)
- Leonardo Vinci (Strongoli, 1690–Nápoly, 1730)
- Giovanni Battista Viotti (Fontanetto Po, 1755–London, 1824)
- Giulio Viozzi (Trieszt, 1912–Verona, 1984)
- Gasparo Visconti (Cremona, 1683–Cremona, ~1713)
- Giovanni Battista Vitali (Bologna, 1632–Modena, 1692)
- Tomaso Antonio Vitali (Bologna, 1663–Modena, 1745)
- Antonio Vivaldi (Velence, 1678–Bécs, 1741)
- Edoardo Volpi Kellermann (Livorno, 1964)

## W
- Niccolò van Westerhout (Mola di Bari, 1857–Nápoly, 1898)
- Ermanno Wolf-Ferrari (Velence, 1876–Velence, 1948)

## Z
- Antonio Zacara da Teramo (1350–1413)
- Mario Zafred (Trieszt, 1922–Róma, 1987)
- Riccardo Zandonai (Rovereto, 1883–Pesaro, 1944)
- Amilcare Zanella (Monticelli d’Ongina, 1873–Pesaro, 1949)
- Andrea Zani (Casalmaggiore, 1696–Casalmaggiore, 1757)
- Bruno Zanolini (Milánó, 1945–)
- Arturo Zardini (Pontebba, 1869–Udine, 1923)
- Pietro Andrea Ziani (Velence, 1616– Nápoly, 1684)
- Nicola Antonio Zingarelli (Nápoly, 1752–Torre del Greco, 1837)
- Domenico Zipoli (Prato, 1688–Córdoba (Argentína), 1726)
- Giuseppe Zonca (Brescia, 1715–Monaco di Baviera, 1772)
- Mauro Zuccante (Verona, 1962–)
- Carlo Zuccari (Casalmaggiore, 1703–Casalmaggiore, 1782)
- Guglielmo Zuelli (Reggio Emilia, 1859–Milánó, 1941)

## Fordítás
- Ez a szócikk részben vagy egészben  a   Lista di compositori italiani di musica classica című olasz Wikipédia-szócikk fordításán alapul.  Az eredeti cikk szerkesztőit annak laptörténete sorolja fel. Ez a jelzés csupán a megfogalmazás eredetét és a szerzői jogokat jelzi, nem szolgál a cikkben szereplő információk forrásmegjelöléseként.